# Cliff Bastin
Clifford Sydney Bastin (n. 14 martie, 1912 – 4 decembrie, 1991) a fost un fotbalist englez.
Bastin s-a născut în Heavitree, lângă Exeter, făcându-și debutul în fotbal în anul 1928 pentru clubul Exeter City, în 1928, la vârsta de 16 ani. În ciuda faptului că a jucat doar în 17 meciuri pentru Exter, acesta a fost achiziționat de clubul Arsenal F.C., club pentru care a înscris 178 de goluri în 395 de meciuri.